# Liste der Naturdenkmale in Gingen an der Fils
| Naturdenkmale | Anzahl |
| ------------- | ------ |
| FND           | 10     |
| END           | 4      |
| Gesamt        | 14     |

Die Liste der Naturdenkmale in Gingen an der Fils nennt die verordneten Naturdenkmale (ND) der im baden-württembergischen Landkreis Göppingen liegenden Gemeinde Gingen an der Fils. In Gingen an der Fils gibt es insgesamt vierzehn als Naturdenkmal geschützte Objekte, davon zehn flächenhafte Naturdenkmale (FND) und vier Einzelgebilde-Naturdenkmale (END).
Stand: 31. Oktober 2016.

## Flächenhafte Naturdenkmale (FND)
| Name                                   | Bild | Kennung     | Einzelheiten       | Position | Fläche Hektar | Datum         |
| -------------------------------------- | ---- | ----------- | ------------------ | -------- | ------------- | ------------- |
| Feuchtgebiet Turm                      | BW   | 81170250008 | Gingen an der Fils | ⊙        | 0,4           | 22. Okt. 1984 |
| Feuchtwiese Mangoldsacker              | BW   | 81170250010 | Gingen an der Fils | ⊙        | 0,7           | 15. Dez. 1999 |
| Filslauf nördlich Gingen               | BW   | 81170250015 | Gingen an der Fils | ⊙        | 2,3           | 15. Dez. 1999 |
| Filsufergehölz                         | BW   | 81170250001 | Gingen an der Fils | ⊙        | 1,6           | 22. Okt. 1984 |
| Heide Maierhau                         | BW   | 81170250005 | Gingen an der Fils | ⊙        | 0,6           | 22. Okt. 1984 |
| Hohenstein                             | BW   | 81170250002 | Gingen an der Fils | ⊙        | 0,4           | 22. Okt. 1984 |
| Magerwiese Hohenstein                  | BW   | 81170250013 | Gingen an der Fils | ⊙        | 2,1           | 15. Dez. 1999 |
| Obstbaumallee Schnait                  | BW   | 81170250011 | Gingen an der Fils | ⊙        | 0,8           | 15. Dez. 1999 |
| Pflanzenstandort Bühllauch am Lochbach | BW   | 81170250009 | Gingen an der Fils | ⊙        | 0,5           | 22. Okt. 1984 |
| Vulkanembryo in der Maierhalde         | BW   | 81170250003 | Gingen an der Fils | ⊙        | 0,4           | 22. Okt. 1984 |
| Legende für Naturdenkmal               |      |             |                    |          |               |               |

## Einzelgebilde (END)
| Name                     | Bild | Kennung     | Einzelheiten       | Position | Fläche Hektar | Datum         |
| ------------------------ | ---- | ----------- | ------------------ | -------- | ------------- | ------------- |
| Eiche Lache              | BW   | 81170250012 | Gingen an der Fils | ⊙        | 0,0           | 15. Dez. 1999 |
| Sedanslinden             | BW   | 81170250014 | Gingen an der Fils | ⊙        | 0,0           | 15. Dez. 1999 |
| 1 Linde beim Rathaus     | BW   | 81170250004 | Gingen an der Fils | ⊙        | 0,0           | 22. Okt. 1984 |
| 2 Blutbuchen am Bahnhof  | BW   | 81170250007 | Gingen an der Fils | ⊙        | 0,0           | 22. Okt. 1984 |
| Legende für Naturdenkmal |      |             |                    |          |               |               |